# Konstantyn z Beratu
Konstantyn z Beratu (alb. Kostandin Jermonak Berati lub Kostë Berati; ur. ok. 1745, zm. ok. 1825) – albański zakonnik prawosławny, poeta i tłumacz. Część naukowców twierdzi, że miał jednak nie być pisarzem, a nawet wątpi w jego istnienie.
Miał być autorem 152- lub 154-stronicowego rękopisu nazywanym Kodeksem Konstantyna z Beratu lub Kodeksem Beratu; dzieło datowane jest na lata 1764–1822 i obecnie znajduje się w Bibliotece Narodowej Albanii. Według sceptyków, dzieło to mogło być wynikiem pracy co najmniej dwóch autorów i zostać ukończone najwcześniej około 1798 roku. W rękopisie zawarto liczne prawosławne teksty liturgiczne w językach greckim i albańskim zapisanym alfabetem greckim, dwa grecko-albańskie glosariusze zawierające łącznie 1710 wpisów, krótka treść zapisana w innym alfabecie, notatki religijne, a także zapisana po grecku kronika wydarzeń z lat 1764–1789. Z niektórych treści pochodzących z tegoż rękopisu korzystały wspólnoty prawosławne z terenów centralnej oraz południowej Albanii.
Jego imieniem nazwano jedną z ulic w Beracie.